# یووان استانکوویچ
یووان استانکوویچ (صربی: Jovan Stanković؛ زادهٔ ۴ مارس ۱۹۷۱) بازیکن سابق و مربی فوتبال اهل صربستان است.
از باشگاه‌هایی که در آن بازی کرده‌است می‌توان به باشگاه فوتبال المپیک مارسی، باشگاه فوتبال ستاره سرخ بلگراد، باشگاه فوتبال اتلتیکو مادرید، باشگاه فوتبال رادنیشکی نیش، و باشگاه ورزشی رئال مایورکا اشاره کرد.
وی همچنین در تیم ملی فوتبال صربستان و مونته‌نگرو بازی کرده‌است.